# Vittore Carpaccio

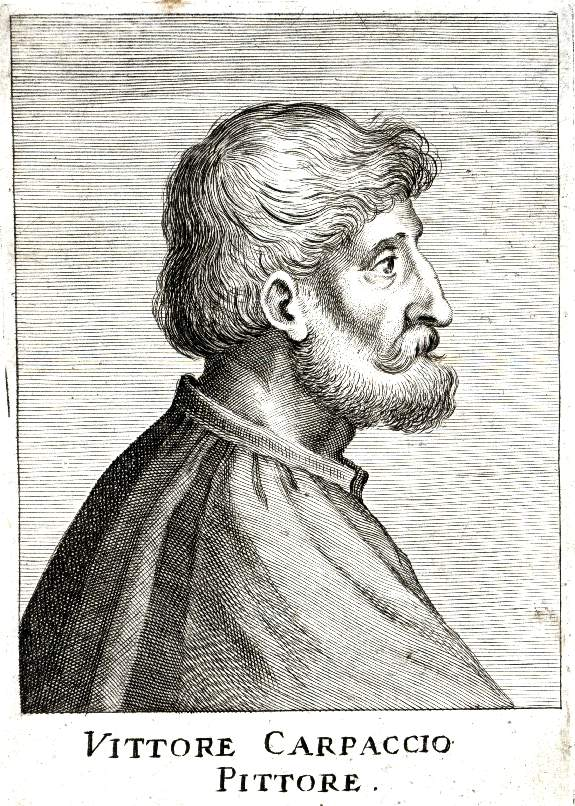
Profilbild des Malers,
anonymer Kupferstich um 1700

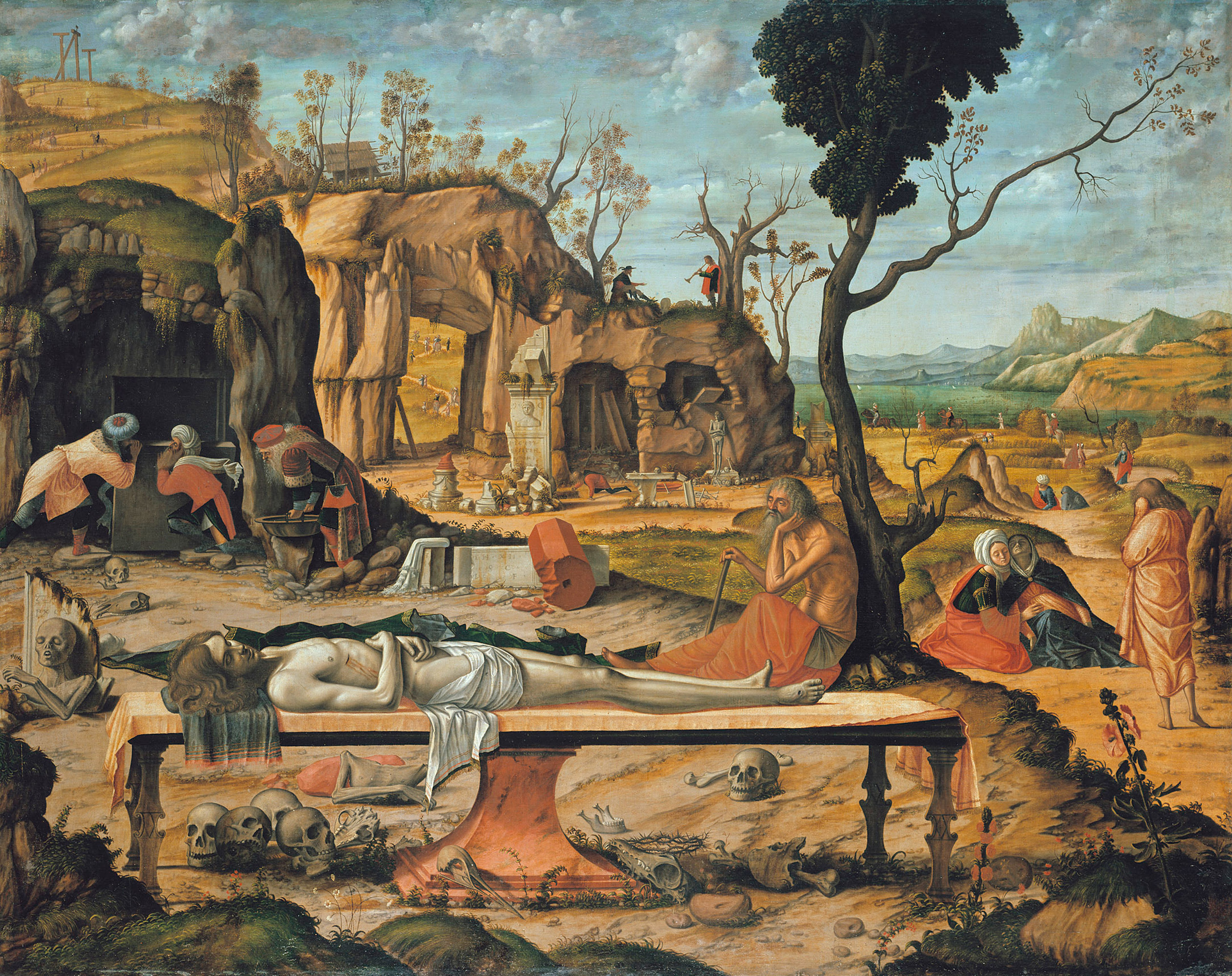
Die Grablegung Christi (Gemäldegalerie Berlin)

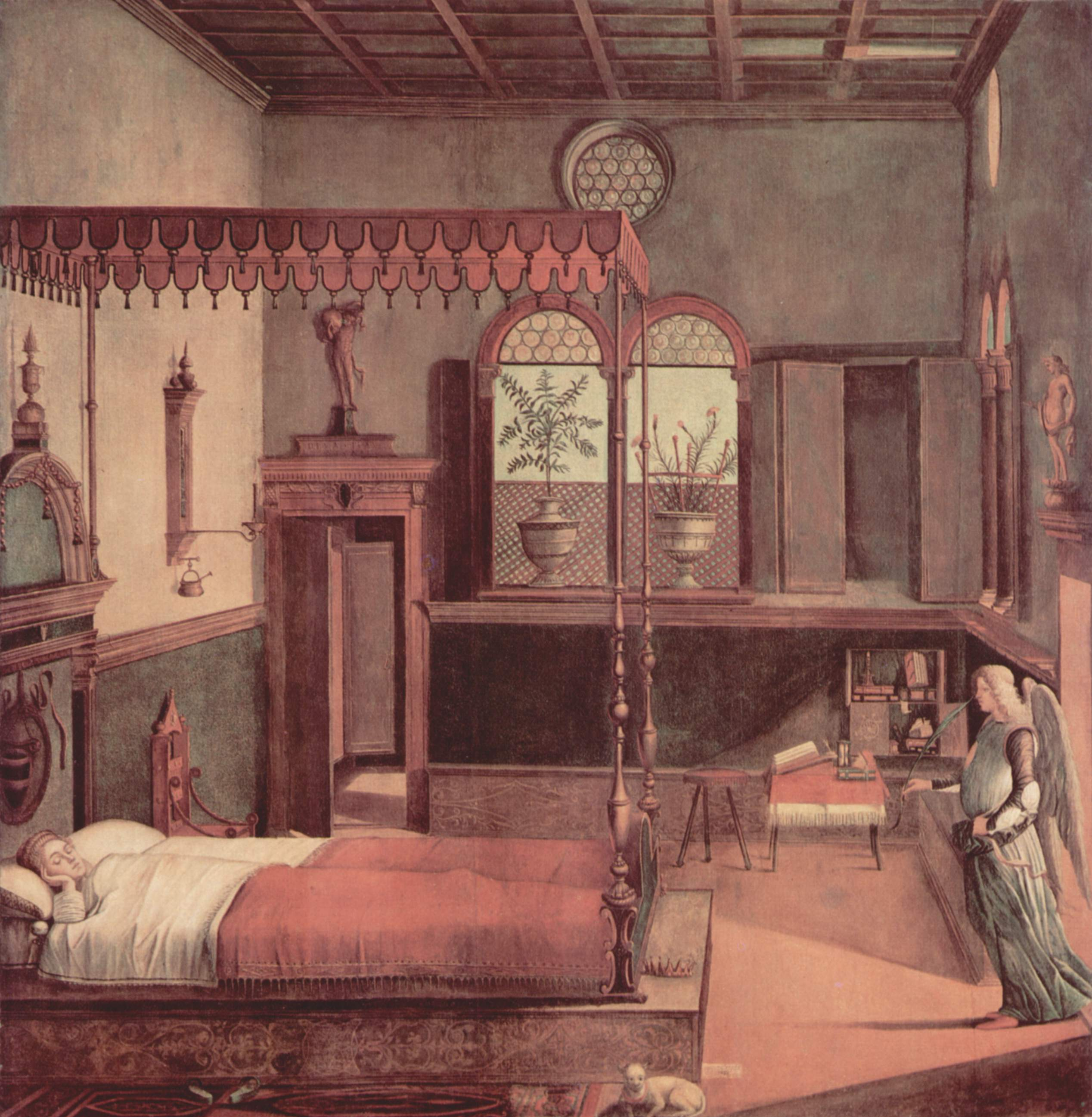
Der Traum der Heiligen Ursula (1495)

Vittore Carpaccio (* um 1465 in Venedig; † 1525/26 ebenda) war ein italienischer Maler und Zeichner der Frührenaissance in Venedig.

## Leben und Hauptwerke
Carpaccio wuchs in Venedig als Sohn des Kürschners Scarpazo auf, diese venezianische Namensform erscheint noch in der Signatur seines frühesten erhaltenen Werks, einem Christus Salvator, um 1485/1490. Seine Familie war albanischer Herkunft. Sie war von Korça vor den Osmanen nach Venedig geflüchtet. Über seine Ausbildung gibt nur der Stil seiner frühen Werke Auskunft. Man nimmt an, dass er ein Schüler Gentile Bellinis oder eines Malers aus dessen Umkreis war, aber auch Einflüsse älterer Venezianer wie Alvise Vivarini, Antonello da Messina (um 1430–1479) und Giovanni Bellini (1437–1516) sind aufgezeigt worden.
Das Hauptwerk seiner Frühzeit, die Gemälde des neunteiligen Zyklus Legende der Hl. Ursula, entstand für die gleichnamige scuola in den Jahren 1490–1495. Es bildet den Auftakt für Aufträge zu Bilderzyklen für mindestens drei weitere scuole.
In den 1490er Jahren entstand auch das motivisch ungewöhnliche Genrebild der beiden venezianischen Edeldamen auf dem Balkon (früher als „Zwei Kurtisanen“ gedeutet). Es bildete einst mit der Jagd in der Lagune eine zusammenhängende Tafel.
Als weiterer Höhepunkt seines Schaffens gilt die noch am Ursprungsort, der Scuola di S. Giorgio degli Schiavoni hängende Bilderfolge (1502–1507).
1511–20 schuf er fünf Gemälde für die Scuola di Santo Stefano, von denen heute nur noch vier in den Museen zu Berlin, Mailand, Paris und Stuttgart zu sehen sind.
Im Alter arbeitete er auch für Kirchen in Dalmatien und Istrien, dort ließ sich auch sein Sohn Benedetto (um 1500–nach 1560) als Maler nieder.
Die Szenerien seiner Bilderzählungen nutzte Carpaccio, um auch die Stadtgestalt Venedigs und deren genau beobachtetes alltägliches Leben, ihre Bräuche und Feierlichkeiten wiederzugeben. Im allegorischen Hintergrund seiner Themen und der prächtigen Ausgestaltung mancher Motive spiegelt sich die Aktualität der Türkenkriege. Die Episoden werden dabei eher poetisch als mit Pathos stilisiert. Gesicherte Porträts sind von Carpaccio kaum erhalten. Seine symbolisch angereicherte Bildersprache zeigt, wie belesen und gebildet er war. Auch finden sich aus damaliger Sicht revolutionäre Objekte als Details, wie zum Beispiel die im Jahr 1502 noch recht unbekannte Brille. Die Architekturen haben etwas exotisch-phantastisches, doch sind sie klar gebaut, fest umrissen und folgen einer streng geometrischen Perspektive. Die Landschaft schmückt er fabulierfreudig und detailreich aus. Das Licht in allen Variationen vom Morgendämmern bis zum indirekten Lichteinfall der Interieurs spielt bei Carpaccio eine besondere Rolle – selbst wenn man bedenkt, wie sehr dieser Aspekt generell die venezianische Malerei bestimmt. Eine charakteristische Farbpalette, besonders in den Rottönen, spielt damit zusammen. Carpaccios Spätwerk wird als schwächer angesehen, eine gewisse Erstarrung, die abnehmende Klarheit der Farbgebung und Atmosphäre dürfte auf einen zunehmenden Anteil von Werkstattgehilfen zurückgehen.

## Werke (Auswahl)
Wenn nicht anders angegeben, handelt es sich um Gemälde auf Leinwand.

Die Tabelle ist nach Spalten sortierbar (Kopfzeile anklicken).
| Bild | Titel                                                                        | Jahr            | Maße                        | Sammlung                                       |
| ---- | ---------------------------------------------------------------------------- | --------------- | --------------------------- | ---------------------------------------------- |
|      | Christus Salvator zwischen den vier Evangelisten                             | 1485–1490       |                             | Riverdale/N.Y., Stanley Moss Collection        |
|      | Einsegnung des Hl. Stephanus                                                 | 1511            | 148 × 231 cm                | Berlin, Gemäldegalerie                         |
|      | Grablegung Christi                                                           | 1500 ca.        | 145 × 185 cm                | Berlin, Gemäldegalerie                         |
|      | Junger Ritter                                                                | 1510            | 219 × 145 cm                | Madrid, Museo Thyssen-Bornemisza               |
|      | Streitgespräch des Hl. Stephanus                                             | 1514            | 147 × 142 cm                | Mailand, Pinacoteca di Brera                   |
|      | Das Wunder der Kreuzreliquie am Rialto                                       | um 1496         | 365 × 389 cm                | Venedig, Accademia                             |
|      | Meditation über die Passion                                                  | 1510 ca.        | 71 × 87 cm                  | New York, Metropolitan Museum of Art           |
|      | Predigt des Hl. Stephanus vor den Toren Jerusalems                           | 1511–14 ca.     | 152 × 195 cm                | Paris, Louvre                                  |
|      | Steinigung des Hl. Stephanus                                                 | 1520            | 149 × 170 cm                | Stuttgart, Staatsgalerie                       |
|      | Jagd in der Lagune, auf Holz                                                 | 1490 ca.        | 75 × 64 cm                  | Malibu (Kalifornien), J. Paul Getty Museum     |
|      | Christus mit den Marterwerkzeugen                                            | 1496            | 162 × 162                   | Udine, Galleria d’Arte Antica                  |
|      | Ursulazyklus: 1. Ankunft der englischen Gesandten                            | 1496–1498       | 275 × 589 cm                | Venedig, Accademia                             |
|      | Ursulazyklus: 2. Abschied der Gesandten                                      | 1496–1498       | 280 × 253 cm                | Venedig, Accademia                             |
|      | Ursulazyklus: 3. Rückkehr der Gesandten                                      | 1496–1498       | 297 × 527 cm                | Venedig, Accademia                             |
|      | Ursulazyklus: 4. Begegnung der Verlobten und Einschiffung der Pilger         | 1495            | 280 × 611                   | Venedig, Accademia                             |
|      | Ursulazyklus: 5. Empfang der Pilger durch Papst Cyriacus vor den Mauern Roms | 1492–1494       | 281 × 307 cm                | Venedig, Accademia                             |
|      | Ursulazyklus: 6. Der Traum der heiligen Ursula                               | 1495 ?          | 274 × 267 cm                | Venedig, Accademia                             |
|      | Ursulazyklus: 7. Hl. Ursula, die Pilger und der Papst erreichen Köln         | 1490            | 280 × 255 cm                | Venedig, Accademia                             |
|      | Ursulazyklus: 8. Martyrium der Pilger und Begräbnis der Hl. Ursula           | 1493            | 271 × 561 cm                | Venedig, Accademia                             |
|      | Ursulazyklus: 9. Verklärung der Hl. Ursula und ihrer Gefährtinnen            | 1491            | 481 × 336 cm                | Venedig, Accademia                             |
|      | Der Patriarch von Grado heilt einen Besessenen                               | 1494            | 365 × 389 cm                | Venedig, Accademia                             |
|      | Darbringung im Tempel (auf Holz)                                             | 1490–1495       | 421 × 236 cm                | Venedig, Accademia                             |
|      | Zwei wartende Venezianerinnen („Zwei Kurtisanen“) (auf Holz)                 | 1490 ca.        | 94 × 64 cm                  | Venedig, Museo Correr                          |
|      | Der Hl. Georg tötet den Drachen                                              | 1502–1507       | 136 × 354 cm                | Venedig, Scuola di San Giorgio degli Schiavoni |
|      | Der Hl. Georg bringt den Drachen in die Stadt                                | 1502–1507       | 136 × 355 cm                | Venedig, Scuola di San Giorgio degli Schiavoni |
|      | Der Hl. Georg tauft König Aius                                               | 1502–1507       | 136 × 355 cm                | Venedig, Scuola di San Giorgio degli Schiavoni |
|      | Der Hl. Trifonius befreit die Tochter des Kaisers Gordianus                  | 1508 ?          | 141 × 300 cm                | Venedig, Scuola di San Giorgio degli Schiavoni |
|      | Christus im Garten Gethsemane                                                | 1502            | 144 × 104 cm                | Venedig, Scuola di San Giorgio degli Schiavoni |
|      | Die Berufung des Hl. Matthäus                                                | 1502            | 144 × 114 cm                | Venedig, Scuola di San Giorgio degli Schiavoni |
|      | Der Hl. Hieronymus bringt den Löwen ins Kloster                              | 1502–1507 ca.   | 144 × 208 cm                | Venedig, Scuola di San Giorgio degli Schiavoni |
|      | Tod des Hl. Hieronymus                                                       | 1502            | 144 × 208 cm                | Venedig, Scuola di San Giorgio degli Schiavoni |
|      | Der Hl. Hieronymus im Gehäus                                                 | 1502–1507 ca.   | 144 × 208 cm                | Venedig, Scuola di San Giorgio degli Schiavoni |
|      | Die Hl. Familie mit zwei Stiftern                                            | 1505            | 90 × 136 cm                 | Lissabon, Museu Calouste Gulbenkian            |
|      | Die lesende Gottesmutter                                                     | 1505 ca.        | 78 × 51 cm, urspr. auf Holz | Washington, National Gallery of Art            |
|      | Madonna mit Kind                                                             | 1505 – 1510 ca. | 84,8 × 68,3 cm              | Washington, National Gallery of Art            |
|      | Die Flucht nach Ägypten                                                      | 1515 ca.        | 72 × 111 cm, auf Holz       | Washington, National Gallery of Art            |
|      | Hl. Katharina und Hl. Veneranda                                              | 1500 ca.        |                             | Verona, Museum Castelvecchio                   |

## Ausstellungen
- 7. März bis 28. Juni 2015: „Carpaccio. Vittore e Benedetto da Venezia all’Istria. L’autunno magico di un maestro“, Ausstellung in Conegliano, Palazzo Sarcinelli, Via XX Settembre.
- 15. November 2024 bis 2. März 2025: „Carpaccio, Bellini und die Frührenaissance in Venedig“ in der Staatsgalerie Stuttgart. Zum 500. Todestag von Vittore Carpaccio findet vom 15. November 2024 bis zum 2. März 2025 zum ersten Mal in Deutschland eine Ausstellung statt, die vollständig diesem Künstler gewidmet ist.